# Justicia chrysotrichoma
Justicia chrysotrichoma är en akantusväxtart som beskrevs av Johann Baptist Emanuel Pohl och Christian Gottfried Daniel Nees von Esenbeck. Justicia chrysotrichoma ingår i släktet Justicia och familjen akantusväxter. Inga underarter finns listade i Catalogue of Life.